# Арзамаський район
Арзамаський район (рос. Арзамасский район) — муніципальне утворення Нижньогородської області (Росія).
Адміністративний центр — місто Арзамас (до складу району не входить).

## Географія
Арзамаський район розташований на півдні Нижньогородської області, межує в північній своїй частині з Сосновським і Дальнеконстантиновським районами, на півдні - з Шатковським, Первомайським районами і Дивеєвським муніципальним округом, на заході - з Ардатовським районом, на сході - з Вадським муніципальним округом.
Адміністративний центр Арзамаського району - місто Арзамас, який не входить до складу району і є самостійним міським округом.
Площа району: 2 016,9 км².
Район має компактну форму, протяжністю з півночі на південь - 40 км; із заходу на схід - 50 км.
До складу району входить 13 муніципальних утворень (в тому числі 12 сільських поселень і 1 міське поселення). На території розташовано 103 населених пункти. 